# Euchromia pelewana
Euchromia pelewana là một loài bướm đêm thuộc phân họ Arctiinae, họ Erebidae.